# 長八温泉
長八温泉（ちょうはちおんせん）は、富山県富山市上袋にある温泉である。日帰り入浴施設としてセンティアが経営している『まちなか天然温泉 ゆくりえ』の1軒が存在する。

## 概要
2002年に富山市掛尾の多不動産が温泉を掘削し、2004年6月10日に『長八温泉 花の湯館』という名称でオープンしたが、2018年12月にセンティアに事業譲渡され、2019年4月1日に全国の412の公募から選ばれた『まちなか天然温泉 ゆくりえ』に改名された。
富山駅南側の郊外にあり、市街地からもほど近い立地である。
また、ホットヨガ施設『ヨガスタジオ・センティア ゆくりえ店』や老人ホーム『ケアハウスひかりの花苑』が隣接しており、ここでの温泉入浴とセットにして売り出されている。

## 泉質
深さ1,500mから掘った源泉である 。普段は加温しないが、気温の低い日にはわずかに加温設定する。
- アルカリ性単純温泉
  - 源泉温度 38.7℃[4]
  - pH8.66[4]、低張性、アルカリ性
  - 甘み、黒色（薄茶色[1]）
  - 溶存物質量 409 mg/kg[4]

## 施設諸元
施設は鉄骨平屋建て約1,700m2で、大きな内湯（針葉樹の無垢材のような天井と赤大理石の床や浴槽が特徴）と露天風呂（檜皮葺を模した壁が付いた岩風呂）が一つ、サウナや水風呂、畳敷きやベンチの休憩コーナーがある。男湯と女湯の場所は毎日変わる。  
2004年の開業当時は約百畳の休憩室と食堂が存在していた。現在は食堂はないが、売店はある。

## 交通アクセス
公共交通
富山地方鉄道上滝線朝菜町駅で下車し徒歩10分。
または、富山地方鉄道バスの「西上袋」バス停で下車し徒歩5分。
車
国道41号からほど近くにある。北陸自動車道の富山ICからは2kmと近く、5分程度でアクセス可能。